# Salomó
Salomó – gmina w Hiszpanii, w prowincji Tarragona, w Katalonii, o powierzchni 12,25 km². W 2011 roku gmina liczyła 540 mieszkańców.

## Współpraca
Miejscowość partnerska:
- Bree, Belgia